# 韋特勒斯卡加斯特爾峰
61°27′52″N 07°52′27″E / 61.46444°N 7.87417°E

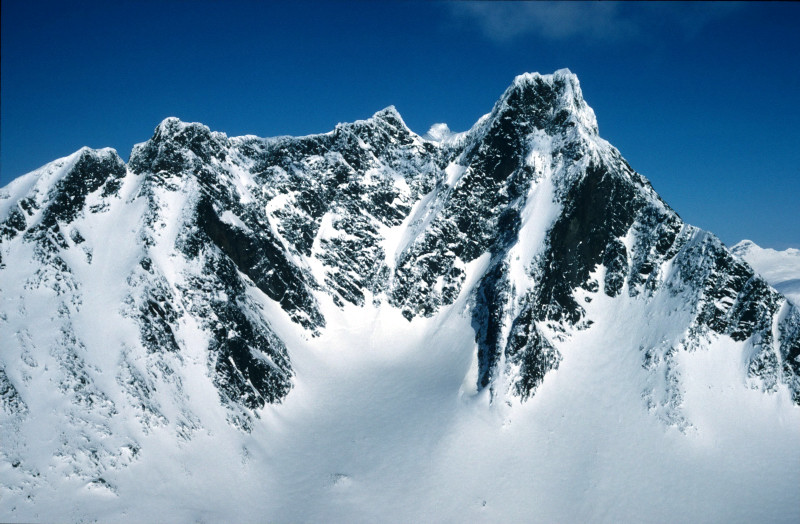

韋特勒斯卡加斯特爾峰是挪威的山峰，位於該國西南部韋斯特蘭郡，處於呂斯特，距離大斯蒂格達爾峰1.5公里，屬於許龍阿訥山脈的一部分，海拔高度2,340米。

## 名称
这个名称的第一个部分是山农场Skagastølen，最后一个部分是tind，它的意思是“山峰”。因此，整个名称可能指的是位于Skagastølen山农场附近的一个山峰或者与Skagastølen有关的某个地点或地标。